# Campeonato Gaúcho de Futebol de 1947
O Campeonato Gaúcho de Futebol de 1947, foi a 27ª edição da competição no Estado do Rio Grande do Sul. O título continuava sendo disputado entre os campeões das regiões. O campeão deste ano foi o Internacional.

## Participantes
| Equipe        | Cidade                | Classificação           | Participação |
| ------------- | --------------------- | ----------------------- | ------------ |
| Bancário      | Pelotas               | Campeonato do Interior  | 1ª           |
| Cachoeira     | Cachoeira do Sul      | Campeonato do Interior  | 2ª           |
| Floriano      | Novo Hamburgo         | Campeonato do Interior  | 13ª *        |
| Fluminense    | Santana do Livramento | Campeonato do Interior  | 1ª           |
| Guarany       | Bagé                  | Campeonato do Interior  | 8ª           |
| Internacional | Porto Alegre          | Campeão de Porto Alegre | 10ª          |
| Rio-Grandense | Rio Grande            | Campeonato do Interior  | 5ª           |
| Riograndense  | Santa Maria           | Campeonato do Interior  | 12ª          |

* Ex-Novo Hamburgo, a quinta participação como Floriano.

## Tabela

### Fase preliminar
Jogos de ida
| 12 de outubro de 1947 | Floriano                                                                          | 6 – 2 | Cachoeira                 |  |
|                       | Gol marcado · Gol marcado · Gol marcado · Gol marcado · Gol marcado · Gol marcado |       | Gol marcado · Gol marcado |  |

| 19 de outubro de 1947 | Bancário    | 1 – 2 | Riograndense              |  |
|                       | Gol marcado |       | Gol marcado · Gol marcado |  |

| 19 de outubro de 1947 | Fluminense                | 2 – 1 | Riograndense |  |
|                       | Gol marcado · Gol marcado |       | Gol marcado  |  |

Jogos de volta
| 19 de outubro de 1947 | Cachoeira   | 1 – 3 | Floriano                                |  |
|                       | Gol marcado |       | Gol marcado · Gol marcado · Gol marcado |  |

| 26 de outubro de 1947 | Riograndense                                          | 4 – 4 | Bancário                                              |  |
|                       | Gol marcado · Gol marcado · Gol marcado · Gol marcado |       | Gol marcado · Gol marcado · Gol marcado · Gol marcado |  |

| 26 de outubro de 1947 | Riograndense              | 2 – 2 | Fluminense                |  |
|                       | Gol marcado · Gol marcado |       | Gol marcado · Gol marcado |  |

### Segunda fase
Jogos de ida
| 1º de novembro de 1947 | Fluminense                | 2 – 2 | Floriano                  |  |
|                        | Gol marcado · Gol marcado |       | Gol marcado · Gol marcado |  |

| 1º de novembro de 1947 | Riograndense                            | 3 – 3 | Guarany de Bagé                         |  |
|                        | Gol marcado · Gol marcado · Gol marcado |       | Gol marcado · Gol marcado · Gol marcado |  |

Jogos de volta
| 9 de novembro de 1947 | Floriano    | 0[1] – 0[0] | Fluminense |  |
|                       | Gol marcado |             |            |  |

| 9 de novembro de 1947 | Guarany de Bagé                         | 3 – 2 | Riograndense              |  |
|                       | Gol marcado · Gol marcado · Gol marcado |       | Gol marcado · Gol marcado |  |

### Semifinal
| 16 de novembro de 1947 | Guarany de Bagé | 1 – 1 | Floriano    |  |
|                        | Gol marcado     |       | Gol marcado |  |

| 19 de novembro de 1947 | Floriano                                | 3 – 2 | Guarany de Bagé           |  |
|                        | Gol marcado · Gol marcado · Gol marcado |       | Gol marcado · Gol marcado |  |

### Finais
| 30 de novembro | Floriano           | 2 – 3 | Internacional                                  | Campo do Adams, Novo Hamburgo                     |
|                | Lousada 18' · Ilmo |       | Tesourinha 13' · Villalba · Carlitos 88' (pen) | Renda: Cr$ 42.300,00 Árbitro: RS Miguel Salaberry |

- Floriano:
- Internacional: Ivo; Nena e Ilmo; Alfeu, Vianna e Abigail; Tesourinha, Villalba, Adãozinho, Fandiño e Carlitos.

| 7 de dezembro | Internacional           | 2 – 2 | Floriano                  | Chácara das Camélias, Porto Alegre             |
| 16:00         | Carlitos 70' (pen), 95' |       | Malinho 43' · Louzada 52' | Renda: Cr$ 26.752,00 Árbitro: RS José Carvalho |

|  | Internacional | Floriano |

| INTERNACIONAL: |  |           |
|                |  |           |
| G              |  | Ivo       |
| Z              |  | Alfeu     |
| Z              |  | Nena      |
| M              |  | Ilmo      |
| M              |  | Viana     |
| M              |  | Abigail   |
| A              |  | Bóris     |
| A              |  | Vilalba   |
| A              |  | Adãozinho |
| A              |  | Fandiño   |
| A              |  | Carlitos  |
| Treinador:     |  |           |
| Carlos Volante |  |           |

| FLORIANO:  |  |             |  |
|            |  |             |  |
| G          |  | Periquito   |  |
| Z          |  | Miro        |  |
| Z          |  | Zulfe       |  |
| M          |  | Mirão       |  |
| M          |  | Ingo        |  |
| M          |  | Florianinho |  |
| A          |  | Zipp        |  |
| A          |  | Malinho     |  |
| A          |  | Ilmo        |  |
| A          |  | Arnaldo     |  |
| A          |  | Louzada     |  |
| Treinador: |  |             |  |
|            |  |             |  |

## Premiação
| Gauchão 1947                      |
| --------------------------------- |
| Internacional Campeão (9º título) |